# Wolf Ekkehard Traebert
Wolf Ekkehard Traebert (* 20. Juni 1932 in Iserlohn; † 23. August 2016 in Dormagen) war ein deutscher Hochschullehrer für Technikdidaktik.

## Leben
Wolf Ekkehard Traebert studierte Betriebswirtschaftslehre an der Universität zu Köln. 1958 wurde er dort im Corps Altsachsen aktiv. Das Studium schloss er als Dipl.-Kfm. ab. Zudem erlangte den akademischen Grad eines Dipl.-Ing. 1966 wurde er in Köln zum Dr. rer. pol. promoviert. Traebert war Professor für Technik und Didaktik der Technologie an der Universität Wuppertal und von 1990 bis 1997 Inhaber des Lehrstuhls für Technologie und ihre Didaktik an der Westfälischen Wilhelms-Universität Münster. Traebert war Herausgeber des sechsbändigen Werks Technik als Schulfach. Er war 1. Vorsitzender der DGTB.

## Schriften
- Verbundwerkstoffe : Versuch einer neuartigen Systematik, 1966
- Auswahlkriterien für Lehr- und Lerninhalte des Technikunterrichts, 1979